# Natércia
Natércia là một đô thị thuộc bang Minas Gerais, Brasil. Đô thị này có diện tích 190,422 km², dân số năm 2007 là 4623 người, mật độ 25,5 người/km².